# Robert J. Corbett

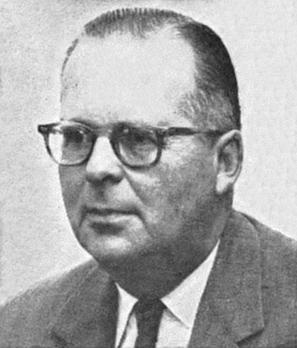
Robert J. Corbett (1969)

Robert James Corbett (* 25. August 1905 in Pittsburgh, Pennsylvania; † 25. April 1971 ebenda) war ein US-amerikanischer Politiker. Zwischen 1939 und 1941 sowie von 1945 bis 1971 vertrat er den Bundesstaat Pennsylvania im US-Repräsentantenhaus.

## Werdegang
Robert Corbett war der jüngere Bruder von William Corbett (1902–1971), der im Jahr 1956 als Gouverneur von Guam amtierte. Er besuchte die öffentlichen Schulen seiner Heimat und danach bis 1927 das Allegheny College in Meadville. Daran schloss sich bis 1929 ein Studium an der University of Pittsburgh an. Von 1929 bis 1938 war er an verschiedenen High Schools als Lehrer tätig. Politisch wurde er Mitglied der Republikanischen Partei.
Bei den Kongresswahlen des Jahres 1938 wurde Corbett im 30. Wahlbezirk von Pennsylvania in das US-Repräsentantenhaus in Washington, D.C. gewählt, wo er am 3. Januar 1939 die Nachfolge des Demokraten Peter J. De Muth antrat. Da er im Jahr 1940 nicht bestätigt wurde, konnte er bis zum 3. Januar 1941 zunächst nur eine Legislaturperiode im Kongress absolvieren. Während dieser Zeit wurden dort die letzten New-Deal-Gesetze der Roosevelt-Regierung verabschiedet.
Nach dem vorläufigen Ende seiner Zeit im US-Repräsentantenhaus arbeitete Robert Corbett im Stab von US-Senator James J. Davis. Zwischen 1942 und 1944 war er Sheriff im Allegheny County. Bei den Wahlen des Jahres 1944 wurde Corbett erneut im 30. Distrikt seines Staates in den Kongress gewählt, wo er am 3. Januar 1945 Samuel A. Weiss ablöste. Nach 13 Wiederwahlen konnte er bis zu seinem Tod am 25. April 1971 im US-Repräsentantenhaus verbleiben. Dabei wechselte er mehrfach seinen Wahlbezirk. Bis 1953 vertrat er den 30., von 1953 bis 1963 den 29. und ab 1963 den 18. Bezirk Pennsylvanias. In diese Zeit fielen das Ende des Zweiten Weltkrieges, der Beginn des Kalten Krieges, der Koreakrieg und innenpolitisch die Bürgerrechtsbewegung.